# Jagd-Maler

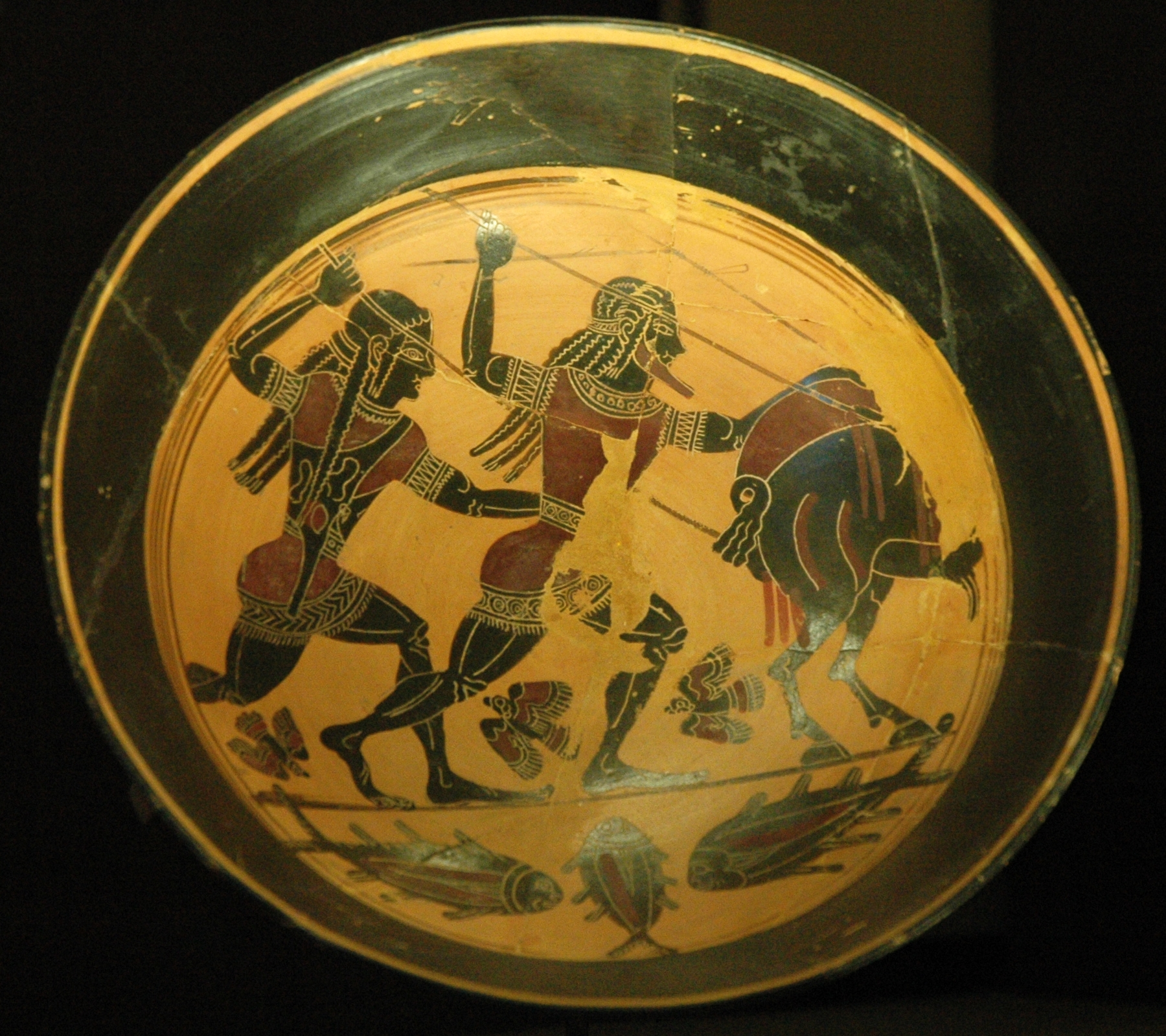
Jagdszene auf der Namenvase; um 555 v. Chr.; Paris, Louvre, E 670

Mit dem Notnamen Jagd-Maler (englisch Hunt painter) wird ein griechischer Vasenmaler bezeichnet, der als einer der Hauptmeister der Lakonischen Vasenmalerei gilt und dessen Werke in die Zeit zwischen 560 und 540 v. Chr. datiert werden.

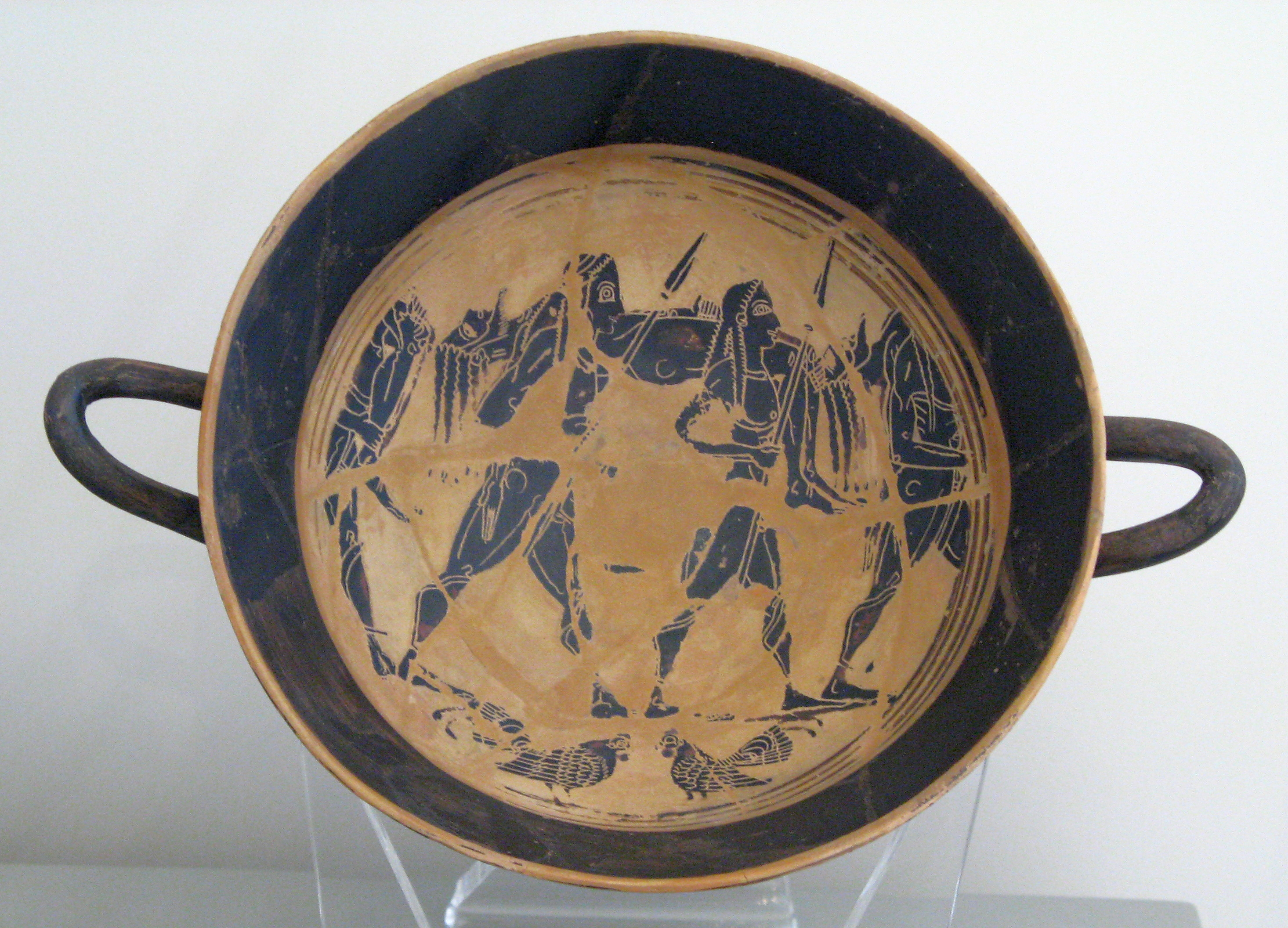
Bergung Gefallener Kämpfer; um 560/50 v. Chr.; Antikensammlung Berlin, 3404.

Der Jagd-Maler wurde 1934 von Arthur Lane erkannt und bei der Revision des Materials durch Brian B. Shefton 1956 und der erweiterten Untersuchung durch Conrad M. Stibbe 1972 bestätigt. Er ist neben dem Arkesilas-Maler, dem Reiter-Maler, dem Boreaden-Maler und dem Naukratis-Maler einer der Hauptmaler des lakonischen Stils. Er verzierte neben Schalen vor allem Hydrien, aber auch Lakaina. Die Tonden seiner Schalen zeigen vor allem Tanz-, Kampf- und Gelageszenen. Aus dem Bereich der Mythologie zeigt er vor allem Taten des Herakles. Aus dem Repertoire sticht die Namenvase heraus, die eine möglicherweise mythische Eberjagd zeigt. Vögel und Fische sind die Neben- und Füllmotive. Dem Jagd-Maler werden etwa 80 Werke zugewiesen, die in ihrer dekorativen und sorgfältigen Malweise (John Boardman: original view of the world) die lakonische Vasenmalerei nachhaltig beeinflusste. Er ist neben dem Naukratis-Maler der einzige lakonische Vasenmaler, der bei einigen Vasen mit mythologischen Themen Beischriften angibt. Die meisten der erhaltenen Werke wurden auf Samos, in Etrurien sowie in Sparta gefunden. Wahrscheinlich war der Jagd-Maler auch Töpfer, worauf Eigenheiten in der Form der Bildträger des Malers schließen lassen.